# Don Guardian
Donald A. Guardian (sinh ngày 12 tháng 6 năm 1953) là một chính khách người Mỹ, từng là thị trưởng Thành phố Atlantic, New Jersey từ năm 2014 đến 2017. Ông đã đánh bại thị trưởng Dân chủ đương nhiệm Lorenzo Langford trong bầu cử thị trưởng năm 2013 để trở thành thị trưởng đồng tính công khai đầu tiên của thành phố và thị trưởng đầu tiên của đảng Cộng hòa kể từ năm 1990. Ông là cựu giám đốc của Hội Hướng đạo Nam Mỹ và đứng đầu Khu Cải thiện Đặc biệt của Thành phố Atlantic trong hai thập kỷ trước khi được bầu làm thị trưởng. Vào ngày 19 tháng 1 năm 2013, Guardian tuyên bố ông đang thách thức thị trưởng đương nhiệm Lorenzo Langford. Ông đã giành chiến thắng trong bầu cử sơ bộ của đảng Cộng hòa. Vào ngày 5 tháng 11, Guardian đã đánh bại Langford từ 50% đến 47%. Trong bầu cử năm 2017, Người giám hộ đã mất cuộc bầu cử lại vào ủy viên hội đồng thành phố Dân chủ, Frank Gilliam.
Vào tháng 12 năm 2017, Người giám hộ được đặt tên là Quản trị viên Kinh doanh bởi Hội đồng thị trấn Toms River, New Jersey, mà ông sẽ được trả mức lương hàng năm là 175.000 đô la.